# Ma Ying-jeou
Ma Ying-jeou, en chino tradicional, 馬英九; en chino simplificado, 马英九; hanyu pinyin, Ma Yingjiu; tongyong pinyin, Ma Yingjiou; Wade-Giles, Ma Ying-chiu, (Kowloon, Hong Kong el 13 de julio de 1950) es un político taiwanés, expresidente de la República de China (2008-2016) y exalcalde de la Ciudad de Taipéi (1998-2006); además, expresidente del partido Kuomintang (KMT) durante dos mandatos (2005-2007 y 2009-2014).
Ma fue elegido alcalde de Taipéi en 1998 y reelegido en 2002. Fue elegido presidente del Kuomintang por miembros de su partido el 16 de julio de 2005. Anunció su renuncia el 13 de febrero de 2007, después de que fue acusado por  la Alta Oficina de Acusadores de Taiwán por el presunto mal manejo de fondos de la alcaldía durante su gestión como alcalde de Taipéi; Ma resultó elegido presidente de Taiwán para el periodo 2008-2012, resultando reelegido en las elecciones presidenciales del 14 de enero de 2012 para el periodo 2012-2016.

## Biografía
Ma nació en Hong Kong (Hospital de Kwong Wah en Kowloon), entonces una colonia británica, de padres de Hunan. En una familia de cinco hijos, Ma fue el cuarto hijo y el único varón. Cuándo él tenía un año de edad, su familia, partidarios del partido nacionalista Kuomintang, se mudaron a Taiwán. Ma ha reclamado personalmente que sus padres ya habían estado en Taiwán cuando él nació y que su padre estuvo trabajando Hong Kong cuando él nació allí, aunque es poco claro a qué trabajo Ma se refería. Consecuentemente, a pesar de esta afirmación, él es designado generalmente como parte de la categoría llamada de "Chino Continental" del pueblo de Taiwán. Él ganó una licenciatura de derecho de la Universidad Nacional de Taiwán en 1972 pero no pasó el examen nacional de la barra. Con una beca del KMT, él completó los estudios adicionales en los Estados Unidos, ganando primero un doctorado de la Universidad de Nueva York y entonces un grado de bachiller en la Universidad de Harvard. Fue acusado de espiar en otros estudiantes taiwaneses a favor del gobierno entonces autoritario en Taiwán mientras estaba en NYU y Harvard, cosa que Ma ha negado.

### Carrera política
Ma fue secretario general del Kuomintang desde 1984 hasta 1988, también sirvió como segundo del Consejo de Asuntos para la China Continental. El 7 de junio de 1989, Ma también criticó al Partido Comunista de China y al gobierno de la República Popular de China por la matanza de la Plaza de Tiananmen en Pekín
En 1998, el KMT, encarado con otros candidatos no creíbles, sorteó a Ma para desafiar a Chen Shui-bian, alcalde de Taipéi de la oposición el Partido Democrático Progresista (DPP), que buscaba la reelección. A pesar de la aprobación pública de Chen que valora de más de 80%, la reputación de Ma y su fondo de Chino continental en una ciudad con un porcentaje alto de chinos continentales que votan tradicionalmente por la Coalición Pan-Azul, lo ayudó a derrotar a Chen. En la Elección Presidencial del 2000, Ma se quedó leal al KMT y sostuvo a su candidato, Lien Chan, sobre James Soong, que había cerrado del partido y corría como independiente.
En 2002, fue elegido alcalde de la ciudad de Taipéi.
Ma pidió que se investigara el intento de asesinato contra el presidente Chen Shui-bian ocurrido en abril de 2004.
Durante sus años de administración, Ma tuvo muchos conflictos con el gobierno central sobre tales asuntos como las tasas de seguro de enfermedad y control del abastecimiento de agua durante la sequía. Ma fue implicado también en un escándalo de Taipéi las liberaciones Bancarias de acciones en 2003; sin embargo, el caso fue despedido por el acusador de Taipéi después de una investigación. Él fue criticado totalmente por el partido opuesto para no permitir a la República de China la bandera nacional ser izada junto con una bandera de la República Popular de China durante un partido del fútbol de cruz-estrecho contuvo Taipéi. Ma respondió que él solamente seguía el protocolo olímpico, que sólo reconoce oficialmente el China-Taipéi la Bandera Olímpica, y prohíbe que las banderas nacionales sean mostradas en un estadio del juego olímpico. 
Sus iniciativas a administrar la ciudad de Taipéi incluye el cambio las transcripciones de nombres de calle y la línea de Sistema de línea ferroviaria urbana de Taipéi y de los nombres de la estación en Hanyu Pinyin, el deletreo compatible con China de continente, en comparación con el taiwanés Desarrolló Tongyong Pinyin. Ma ha expresado apoyo templado para la reunificación y la oposición chinas a la independencia de Taiwán. Él se opuso al referéndum del 2004  que había sido criticado extensamente por los EE. UU. y China. No obstante, su oposición a la Ley Anti Secesión de la China (mientras otros líderes de su partido guardaban silencio en el asunto) le fue prohibido visitar a Hong Kong de hacer un público que habla la visita en 2005.
El 3 de diciembre de 2005 Ma fue elegido presidente líder del Kuomintang, cargo que ocupó hasta el 17 de febrero del 2007.
Ma fue el presidente de la República de China (Taiwán) al ganar las elecciones presidenciales taiwanesas de 2008 con el apoyo de su partido Kuomintang, reemplazando al proindependentista Chen Shui-bian del PDP que presidía la isla desde 2000. 
Ma se presentó a la reelección con motivo de las elecciones presidenciales que se llevaron a cabo en Taiwán el 14 de enero de 2012. Resultó elegido con el 51,6% de los votos. Volvió a asumir la Presidencia de Taiwán el 20 de mayo de 2012.

## Enlaces externos

Collar pro Merito Melitensi (2015)